# 石名坂邦昭
石名坂 邦昭 （いしなざか くにあき、1944年 - ）は、日本の経済学者。駒澤大学名誉教授。専門は保険学、リスクマネジメント学。

## 来歴
1967年東洋大学経済学部経済学科卒業。1972年駒澤大学大学院商学研究科保険学専攻博士課程満期退学。
駒澤大学経営学部経営学科助教授を経て、教授に就任。同経営学部長、学生部長、総合情報センター所長。2013年大学を退職、名誉教授。日本リスクマネジメント学会理事、日本保険学会理事を歴任。
著書に「ファミリーリスク・マネジメントと保険」「リスク・マネジメントの理論」「リスク・マネジメントの基礎」などがある。

## 著書
- 国立国会図書館 を参照

### 論文
- CiNii